# Hem-Lenglet
Hem-Lenglet è un comune francese di 569 abitanti situato nel dipartimento del Nord nella regione dell'Alta Francia.

## Società

### Evoluzione demografica
Abitanti censiti